# Libro de la Concordia
El Libro de la Concordia (también llamado Libro de Concordia o simplemente Concordia, en latín Liber Concordiae) es el estándar doctrinal luterano. Fue publicado en 1580 a partir de diez credos considerados como fuentes de doctrina en el luteranismo, a los que se les considera el canon de la Iglesia Evangélica Luterana.
El Libro de la Concordia fue publicado por primera vez en alemán el 25 de junio de 1580 en Dresde, conmemorando el cincuenta aniversario de las confesiones de Augsburgo ante el emperador Carlos V, durante la Dieta de Augsburgo. La edición de referencia en latín data de 1584 y fue realizada en Leipzig.

Para aquellos que lo consideran el cuerpo doctrinal, es una interpretación verdadera de las Sagradas Escrituras, que según el Libro de la Concordia, son la única fuente de doctrina cristiana.
Suelen seguir este libro la mayoría de ramas cristianas pertenecientes a Concilio Luterano Internacional y Federación Luterana Mundial.

## Contenido

### Contexto y objetivo
El Libro de la Concordia fue recopilado por Jakob Andreae y Martin Chemnitz a petición de sus gobernantes, que deseaban acabar con las disputas religiosas entre los luteranos de sus territorios que siguieron a la muerte de Martín Lutero en 1546. Se pretendía reemplazar las colecciones de afirmaciones doctrinales que circulaban por Alemania, bajo el nombre de corpora doctrinæ (cuerpo de doctrina) como el Corpus doctrinæ Philippicum o el Misnicum. El listado de escritos precedentes a la Fórmula de la Concordia, que se incluyeron en el libro, se describen en ella.
Este objetivo se refleja en el hecho de que los editores no lo llamaron corpus doctrinæ, a pesar de ser técnicamente uno más. En su lugar, el título del libro hace referencia al concepto latino de  concordia para referirse a un "acuerdo conjunto" que encaja con su objetivo y contenidos: textos cristianos que reúnen lo que para sus recopiladores eran creencias y enseñanzas creídas "con un solo corazón y voz". Se relaciona con la afirmación de San Pablo: 

"Os ruego, pues, hermanos, por el nombre de nuestro Señor Jesucristo, que habléis todos una misma cosa, y que no haya entre vosotros divisiones, sino que estéis perfectamente unidos en una misma mente y en un mismo parecer. "
1 Corintios 1:10

Para los luteranos, los credos y textos del Libro de la Concordia no son obras privadas de sus autores, sino que tienen un carácter universal:

Puesto que, sin embargo, están en completa comunión con las Santas Escrituras, y en este respecto difieren de cualquier otro símbolo (por ejemplo, los credos denominacionales y afirmaciones de fe), las confesiones luteranas son verdaderamente ecuménicas y de carácter católico. Contienen las verdades universalmente creídas por verdaderos cristianos en todas partes, de forma explícita por todos los cristianos consistentes e incluso implícita por cristianos errados e inconsistentes. La verdad cristiana, siendo una y la misma por todo el mundo, no es otra que la que se encuentra en las confesiones luteranas.

### Contenido
Se incluyeron tres credos ecuménicos siguiendo al prefacio de Andreae y Chemnitz (1578–80), situados al principio para vincular la enseñanza luterana con la de la primitiva Cristiandad. Se trata del credo de los apóstoles, el credo niceno y el credo atanasiano, todos ellos formulados antes del Cisma de Oriente de 1054 (aunque el credo niceno contiene el filioque según la versión occidental). 
El resto de los documentos incluidos proceden de los primeros años de la Reforma protestante (1529–77). Son las Confesiones de Augsburgo, la Apología de las Confesiones de Augsburgo (ambas de Philipp Melanchthon), los catecismos Menor y Mayor de Lutero, sus Artículos de Esmalcalda, el Tratado acerca del Poder y la Primacía del Papa, el Catecismo Menor de Melanchthon y la Fórmula de la Concordia, publicada poco antes que el Libro de la Concordia con el mismo objetivo de unificar al naciente movimiento luterano. El prefacio del Libro de la Concordia se considera asimismo prefacio de la fórmula.
Las Confesiones de Augsburgo tienen una importancia capital en la obra y se las considera como consenso unánime sobre la fe cristiana, especialmente contra la falsa adoración, la idolatría y la superstición del Papa y otros movimientos cristianos. Se considera a dichas confesiones como el credo o símbolo de su tiempo, enviado al emperador Carlos V durante la Dieta de 1530. Un libro sobre el luteranismo afirma:

A día de hoy... las Confesiones de Augsburgo... permanecen como la definición básica de qué significa ser "luterano"
R.Kolb, C.P. Arand

Así, la Apología, los Artículos de Esmalcalda, el Tratado y la Fórmula de la Concordia se considera que explican, defienden o complementan dichas confesiones.

## Textos contenidos
- Prefacio (1579)
- Tres credos ecuménicos:
  - El credo de los apóstoles.
  - El credo niceno.
  - El credo atanasiano.
- Las Confesiones de Augsburgo (1530).
- La Apología de la Confesión de Augsburgo (1531).
- Los Artículos de Esmalcalda de Martín Lutero (1537).
- El Tratado acerca del Poder y la Primacía del Papa (1537).
- El Catecismo Menor de Lutero (1529)
  - El Libro sobre el Matrimonio, de Lutero (1529), y el Libro sobre el Bautismo (1526) fueron incluidos como partes del Catecismo Menor en algunas de las ediciones de 1580 en Alemania[17]
- El Catecismo Mayor de Lutero (1529).
- Epítome de la fórmula de la Concordia (1577)
- El Sólido o A través de la Declaración de la fórmula de la Concordia (1577).
  - Se añadió un Catálogo de Testimonios como apéndice en la mayoría de las ediciones de 1580.

## Adhesión contemporánea
A día de hoy, el Libro de la Concordia es doctrinalmente normativo entre las iglesias tradicionales luteranas, que hacen jurarlo a sus pastores y a los trabajadores de su iglesia. Los luteranos que aceptan el Libro de la Concordia a menudo se identifican a sí mismos como "luteranos confesionales". En dichas iglesias se le considera la norma normata ("la norma normada") con respecto a la Biblia, que es considerada la norma normans ("la norma normativa") y por tanto la única fuente de doctrina cristiana. Desde este punto de vista, el Libro de la Concordia, en los temas que trata, se considera la interpretación autoritativa de la palabra divina. Se usa el término latino "quia" (porque) para indicar que en las iglesias luteranas una persona suscribe el Libro de la Concordia "porque" es una expresión de las Sagradas Escrituras. Ello lleva implícito que quien suscribe ha examinado dichos textos a la luz de las Escrituras para llegar a dicha posición, por lo que no se requiere aviso alguno como en el caso de que se dijera "quatenus" (mientras). Decir que se cree el Libro de la Concordia quatenus significa que se cree lo que dice mientras no contradiga a la Biblia. Algunas iglesias luteranas, sin embargo, usan esta forma de adhesión para indicar que toman el Libro de la Concordia como un hito histórico para guiar sus enseñanzas, pero no necesariamente vinculante. La mayor iglesia en seguir incondicionalmente el Libro de la Concordia es la Iglesia evangélica luterana de Finlandia con 4,6 millones de miembros.

## Ediciones disponibles
- Die Bekenntnisschriften der evangelisch-lutherischen Kirche. Herausgegeben in Gedenkjahr der Augsburgischen Konfession 1930. 12. Ausg. Göttingen: Vandenhoek & Ruprecht, 1998. ISBN 978-3-525-52101-4 (Crítica textual de las ediciones originales en alemán y latín) (en alemán)

- The Book of Concord: The Confessions of the Evangelical Lutheran Church. Theodore G. Tappert (traductor y editor). Philadelphia: Fortress Press, 1959. ISBN 0-8006-0825-9. Primera traducción al inglés de los textos publicados en Die Bekenntnisschriften (en inglés)

- The Book of Concord: The Confessions of the Evangelical Lutheran Church. Robert Kolb y Timothy J. Wengert (editores). Minneapolis: Augsburg Fortress Press, 2000. ISBN 0-8006-2740-7. Segunda traducción al inglés de Die Bekenntnisschriften. La fuente de su traducción de la Apología de las Confesiones de Augsburgo) es la versión no oficial latina de 1584 del Libro de la Concordia en que se basa la edición de 1959 de Tappert [la edición en [octavo]] de 1531 se usa en lugar de la versión en quarto, indicando en cursiva las variantes de este último].[21] (en inglés)

- Concordia Triglotta: The Symbolical Books of the Ev. Lutheran Church, German-Latin-English. F. Bente (editor). St. Louis: Concordia Publishing House, 1921 (versión trilingüe varias veces reeditada por Northwestern Publishing House) (en inglés) (en alemán)(en lituano)

- Concordia: The Lutheran Confessions — A Reader's Edition of the Book of Concord. Paul Timothy McCain (editor general). St. Louis: Concordia Publishing House, 2006. ISBN 0-7586-1343-1 (versión en inglés moderno de la Concordia Triglotta, St. Louis: CPH, 1921 con notas aclaratorias) (en inglés)